# Лапино (Смоленская область)
Ла́пино — деревня в Смоленской области России, в Ельнинском районе. Расположено в юго-восточной части области в 17 км к югу от города Ельня, на автодороге Р137 Сафоново — Рославль.
Население — 175 жителей. (2007 год). Административный центр Новоспасского сельского поселения.